# Luke Wilkins
Luke J. Wilkins (ur. 15 maja 1979 r. w Bernie) – szwajcarski aktor filmowy i telewizyjny, pisarz i dziennikarz.

## Życiorys
Studiował w Instytucie Literatury Szwajcarskiej. Jego ojciec pochodzi z Birmingham. Uczęszczał do szkoły Steinera, uczył się gry na skrzypcach w szkole jazzowej oraz brał udział w warsztatach pisania. Mając 17 lat zaczął pracować jako lokalny reporter dziennika "Badische Zeitung", gdzie pisał o wykonanej muzyce ulicznej, poezji, opowiadaniach i sztuce teatralnej młodzieży. W Kolonii pracował na stażu w radiu Westdeutscher Rundfunk i redakcji ARD jako reporter, dziennikarz, aktor i moderator.
W telenoweli ARD Verbotene Liebe (1999-2001) wystąpił jako Christian Toppe.

## Wybrana filmografia

### Filmy fabularne
- 2004: Bez limitu prędkości (Autobahnraser) jako Karl-Heinz Krause - VW Polo
- 2005: Dr. Sommerfeld - Alte Träume, neue Liebe
- 2005: Dr Sommerfeld - Od dwóch stołków (Dr. Sommerfeld - Zwischen allen Stühlen) jako Benjamin Kürschner (Kuśnierz)
- 2006: Noc świętojańska (Mittsommer) jako Martin
- 2006: Pożegnanie z rzeką Shanon (Wiedersehen am Shanon River)
- 2009: Dom chłopców (House of Boys) jako Dean

### Seriale TV
- 1999-2001: Verbotene Liebe (Zakazana miłość) jako Christian Toppe
- 2001: Dla wszystkich przypadków Stefanie (Für alle Fälle Stefanie) jako Vincent Kopek
- 2002: Nesthocker - Familie zu verschenken jako Leo Claasen
- 2003: SOKO 5113 jako Benni Kampmann
- 2003: Nasz Charly jako Torsten
- 2003: In aller Freundschaft jako Renè Schmidt
- 2004: Dzicy chłopcy (Wilde Jungs) jako Steffen
- 2005: Die Rettungsflieger jako Leo
- 2005: Z sercem i kajdankami (Mit Herz und Handschellen) jako Sebastian van Heugen
- 2005: Strażnik (Die Wache) jako Wolfgang Böhmer
- 2005: Stromberg jako Knut
- 2007: Rosamunde Pilcher jako Paddy
- 2008: Dell & Richthoven jako Charly